# 팔로마 천문대
팔로마 천문대(Palomar Observatory)는 캘리포니아주 샌디에이고의 팔로마산 해발 1,713m에 위치한 사설 천문대이다. 캘리포니아 공과대학교에서 소유·운영하고 있다. 캘리포니아 공대와, 제트 추진 연구소와 코넬 대학교를 포함한 협력 기관에 연구를 허용한다. 팔로마 천문대는 현재 3대의 대구경 망원경을 보유하고 있다. 이들은 5.08 m의 헤일 망원경, 1.22 m의 새뮤얼 오스친 망원경과 1.52 m의 반사망원경이다. 또한, 시험중인 간섭계를 비롯한 여러 기기들이 있다. 1936년의 팔로마 천문대의 첫 망원경이었던 4.57 m의 슈미트 망원경은 현재 운용되지 않는다.

## 개요
1948년에 완공되었고, 캘리포니아공과대학이 운영을 맡고 있다. 캘리포니아주 남서쪽에 있는 팔로마산 위에 있으며 세계 최대를 자랑하는 헤일망원경이 있는 곳으로 유명하다. 이 곳의 과학자들은 별의 기원과 진화, 별의 구성성분 등에 대해 연구하고 있다.
이 천문대에는 헤일망원경과 슈미트식망원경 두 개, 일반 용도로 쓰이는 반사망원경이 설치되어 있다. 슈미트식 망원경은 좀더 자세히 연구하고자 할 때 하늘의 지도를 그리고, 천체위치를 찾는 데 사용한다. 가장 큰 슈미트식 망원경은 반사경의 지름이 122cm로, 헤일망원경보다 300배나 더 넓은 지역의 하늘을 찍을 수 있다. 그러나 사진은 헤일망원경으로 찍은 사진이 훨씬 자세하다.